# Aristias captiva
Aristias captiva är en kräftdjursart som beskrevs av Lowry och Helen E. Stoddart 1997. Aristias captiva ingår i släktet Aristias och familjen Aristiidae. Inga underarter finns listade i Catalogue of Life.